# Barberton (Ohio)
Barberton é uma cidade localizada no estado norte-americano de Ohio, no Condado de Summit.

## Demografia
Segundo o censo norte-americano de 2000, a sua população era de 27.899 habitantes. 
Em 2006, foi estimada uma população de 27.063, um decréscimo de 836 (-3.0%).

## Geografia
De acordo com o United States Census Bureau tem uma área de 
23,9 km², dos quais 23,3 km² cobertos por terra e 0,6 km² cobertos por água.

## Localidades na vizinhança
O diagrama seguinte representa as localidades num raio de 12 km ao redor de Barberton. 